# SBS9
SBS9 est une chaîne de télévision commerciale privée néerlandaise appartenant au groupe audiovisuel Talpa Network, anciennement SBS Broadcasting B.V. (en), et diffusée sur le 9e canal national.
La chaîne SBS9 a commencé ses émissions le 1er janvier 2015 à midi avec la diffusion d'un marathon. Les autres chaînes de Talpa Network sont SBS6, Net5 et Veronica.

## Histoire de la chaîne
En automne 2013, SBS Broadcasting a fait connaître de vouloir créer une quatrième chaîne pour un public féminin. Le directeur de l'époque de SBS Broadcasting, Remko van Westerloo, a annoncé en fin septembre 2014 que la chaîne allait se nommer SBS9 et que la diffusion allait commencer en janvier 2015.

## Identité visuelle

### Logos

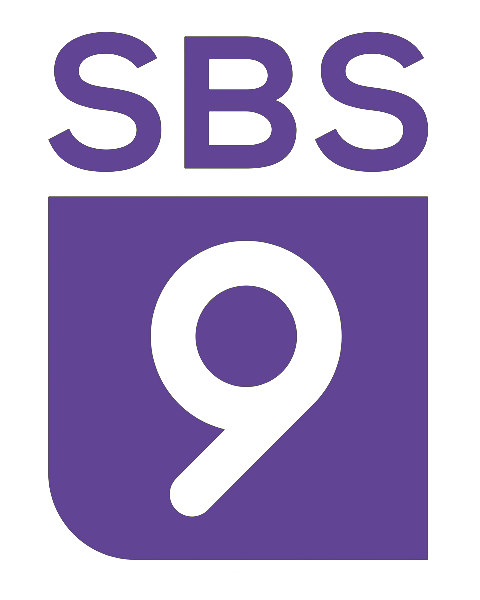
Logo de SBS 9 du 1er janvier 2015 au 3 octobre 2018
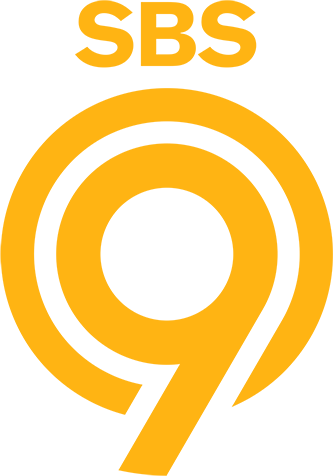
Logo de SBS 9 depuis le 3 octobre 2018